# Stefan Vojislav
Stefan Vojislav (en serbe cyrillique Стефан Војислав ; en grec : Στέφανος Βοϊσθλάβος, Stéfanos Voïsthlávos)  (floruit 1034 - mort en 1043) est un prince de Dioclée de 1040 à 1043. Il commence sa carrière en 1018 comme gouverneur au service de l'Empire byzantin, jusqu'à ce qu'il mène une révolte infructueuse en 1034 et qu'il soit emprisonné à Constantinople. Il réussit à s'échapper et retourne dans ses domaines. Au cours de deux guerres avec Byzance, il obtient l'indépendance de ce qui n’est encore qu’un petit État, mais réussit rapidement à étendre sa souveraineté sur le sud de la Dalmatie et son arrière-pays, jusqu'à devenir « prince des Serbes », titre concrétisant sa supériorité sur les autres princes de la région et justifiant le titre de « stefan » qu’il s’est donné. Il est le fondateur de la dynastie éponyme des Vojislavljević.

## Contexte historique

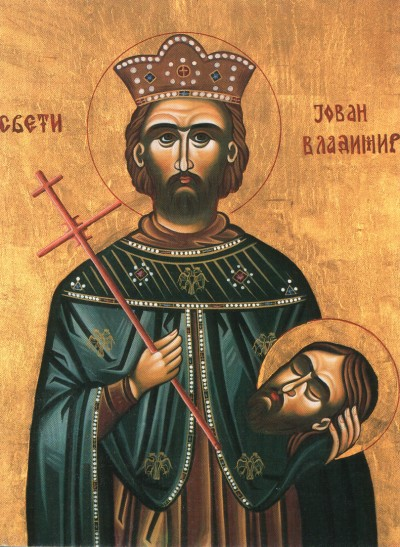
Jovan Vladimir (990 - 1016), un des premiers souverains de la Dioclée ainsi que le premier saint serbe.

La carrière de Stefan Vojislav s’inscrit dans le contexte des relations particulièrement tendues entre la Serbie d’alors, la Bulgarie et l’Empire byzantin au tournant du millénaire.
Après la mort du prince serbe  Časlav Klonimirović vers 960, la Rascie (correspondant plus ou moins à l’ensemble Serbie, Bosnie-Herzégovine et Monténégro d’aujourd’hui) s’était scindée en plusieurs principautés dont la  Dioclée (forme serbe du mot Diocléia, près de l’actuelle Podgorica aussi appelée Zéta), la Zachlumie (aujourd’hui en Herzégovine, B.-H.) et la Trébinie (à la frontière entre la Bosnie-Herzégovine, la Croatie et le Monténégro). Pendant qu’il était occupé en Asie mineure, l’empereur byzantin Basile II (r. 960 - 1025) était entré en négociations avec différents župans ou princes des Balkans dont Jovan Vladimir de Dioclée et Stjepan Držlav de Croatie. Il cherchait des alliés dans cette région où la lutte avait déjà commencé entre lui et Samuel de Bulgarie (r. 997 - 1014), lequel après s’être emparé de la région de Thessalonique et de Thessalie avait attaqué l’Épire et la région de Dyrrachium, ville importante de l’Empire byzantin puisqu’elle contrôlait la route allant de la mer à Constantinople. Jovan Vladimir fut assassiné par Ivan Vladislav, dernier tsar du Premier Empire bulgare. Lui succéda son oncle, Dragomir (ou Dragimir), déjà prince de la Trébinie et de la Zachlumie. Ce dernier fut assassiné en 1018, l’année même où Basile II s’emparait des derniers reliquats de l’Empire bulgare.
D’après certaines sources dont la Chronique du prêtre de Dioclée et Jean Skylitzès, la Dioclée serait alors devenue un État vassal de Byzance.

## Origines et premières années
Les auteurs contemporains byzantins  décrivent Stefan Vojislav comme un Serbe ou un Diocléien (Βοϊσθλάβος ὁ Διοκλητιανός, Voïsthlávos ó Dioklitianós) , mais ne mentionnent pas sa généalogie. La Chronique du prêtre de Dioclée, une source postérieure et contestable, le présente comme le fils de Dragomir et de la fille du župan de Rascie Ljutomir; il aurait par conséquent été cousin de Jovan Vladimir. Bien que plausible, cette théorie a pu être inventée pour créer un lien entre Vojislav et la dynastie de Jovan Vladimir vénéré comme un saint par l’Église orthodoxe. Il serait né « au mois d’avril » et élevé par sa  mère en Bosnie.

## Carrière

### Archon de Zeta et Ston (vers 1018 - 1033)

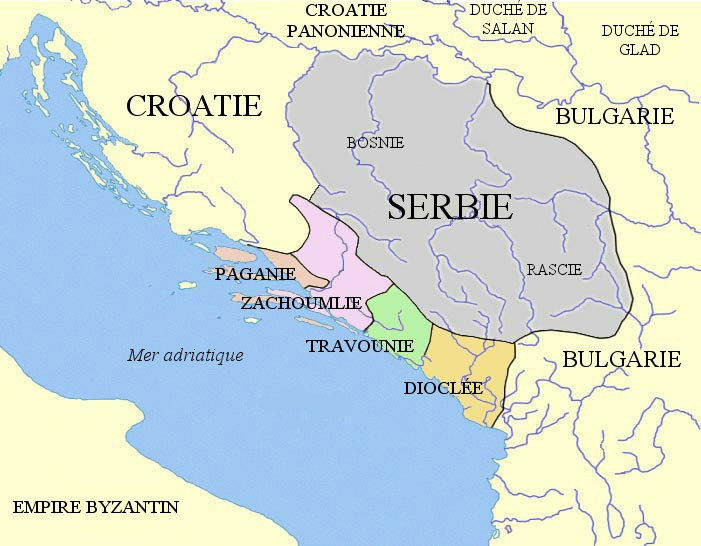
Les principautés serbes au IXe siècle.

Après la mort de Basile II en 1025, l’influence de l’Empire byzantin diminua dans les Balkans où l’élimination de la menace que constituait l’Empire bulgare joint à la lourde taxation imposée par Constantinople  donna lieu à la naissance de mouvements d’autonomie régionale. L’Empire byzantin tentait tant bien que mal de maintenir son autorité en Dalmatie, Serbie et Croatie grâce à ses représentants (strategoi) de Niš (sud de la Serbie actuelle), Skopje (Macédoine du Nord), Raguse (aujourd’hui Dubrovnik en Croatie) et Dyrrachium (aujourd’hui Durrës en Albanie). 
Stefan Vojislav prit le pouvoir après 1018, quoique la date exacte soit incertaine . À ce moment il portait le titre d’archon et toparque des castra (camps fortifiés ou forteresses) de Zeta et Ston (près de l’actuel Dubrovnik).
Une fois au pouvoir Vojislav aurait été à maintes reprises en contact avec le strategos de Raguse, Katakalon Klazomenites, qu’il aurait du reste kidnappé à une occasion pour le forcer à devenir le parrain de son fils nommé précisément Katakalon . Cet épisode illustrerait assez bien la nature qui pouvait être à la fois amicale et tendue des relations entre représentants impériaux aux frontières de l’empire et les princes locaux.

### Les premières révoltes  (vers 1034)

L’Empire byzantin sous Michel IV en 1025.

Selon Jean Skyllitzès, la Dioclée mit fin à cette époque à la tutelle de Constantinople. Profitant de la mort de Romain III Argyre (r. 1028 - 1034), Stefan Vojislav organisa une révolte qui fut vite réprimée. Lui-même fut fait prisonnier et emprisonné à Constantinople en 1035/1036; son État fut mis en tutelle sous la responsabilité du strategos Théophile Érotikos, alors strategos du thème de Serbie ou encore doux de Dyrrachium ou de Dalmatie. Vers le fin de 1037 ou au début de 1038, il s’échappa de prison, réussit à regagner la Dioclée où il organisa une nouvelle agitation visant surtout les  princes serbes de la région alliés aux Byzantins,.
Grâce à des tactiques de guérilla et aux autres révoltes ayant lieu au même moment, il parvint à déjouer plusieurs expéditions punitives et à prendre progressivement le contrôle des principautés de Trébinie et de Zachlumie, expulsant définitivement Érotikos de Dioclée en 1040. Son nouvel État s’étendait alors le long de la région côtière de Ston au nord, jusqu’à sa capitale Skadar (aujourd’hui Shkodër en Albanie) et le pourtour du lac de Skadar avec des quartiers généraux à Trebinje, Kotor et Bar. 

### Première guerre avec Byzance (1039)
En 1039, l’empereur Michel IV le Paphlagonien (r. 1034 - 1041) attendait à Thessalonique un envoi de 7 200 nomismata d’or en provenance des provinces byzantines du sud de l’Italie. Toutefois en raison de tempêtes hivernales la galère qui les transportait fut déportée et s’échoua sur la côte de Dioclée. Vojislav s’empara du trésor impérial et refusa de le rendre en dépit des demandes pressantes de l’empereur,. Furieux, Michel IV, qui avait déjà reconquis Dyrrachium, envoya le général Georges Probatas récupérer son bien. Mais l’armée byzantine, peu familière avec cette région montagneuse, se laissa embusquer dans les cols et fut complètement défaite. Un strategos du nom de Kekaumenos, envoyé à son tour, ne fit guère mieux, fut capturé et conduit en prison à Ston. 
Par ailleurs, la révolte de Pierre Deljan en Bulgarie, lequel se proclama « tsar des Bulgares » au même moment, détourna l’attention et rendit impossible toute nouvelle offensive contre la Dioclée.

### Deuxième guerre avec Byzance (1042)

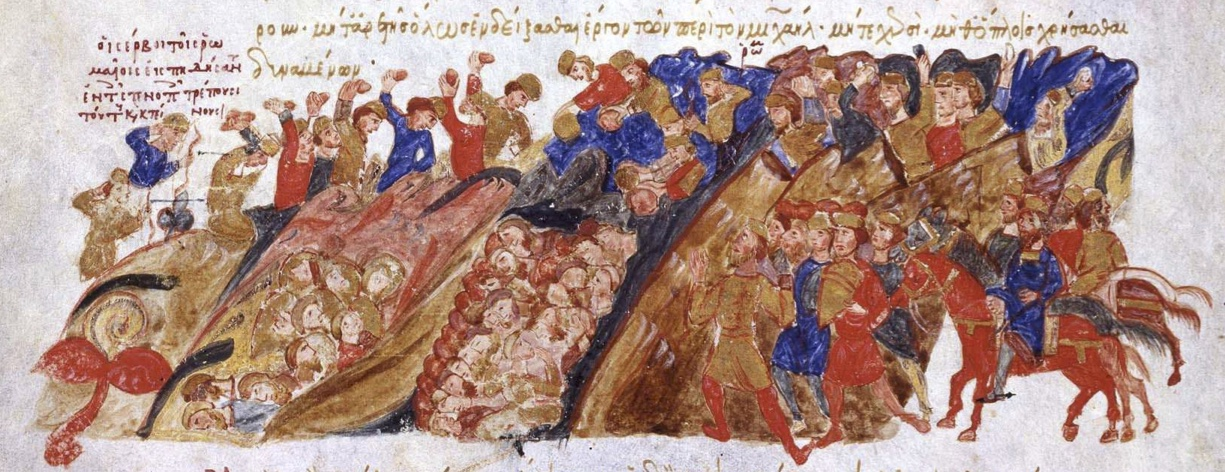
Les Serbes massacrent l’armée byzantine dans les cols de montagne (Manuscrit de l’Histoire de Jean Skylitzès.

Revenant à la charge en 1042, le nouvel empereur Constantin IX Monomaque (r. 1042 -1055) décida de faire attaquer la Dioclée par une armée composée de régiments de Dyrrachium et des thèmes avoisinants. En même temps, il tentai d’enrôler le župan de Rascie, le ban de Bosnie et le prince Ljutovid de Zachlumie grâce à de généreux dons pour qu’ils appuient ses efforts visant à détrôner Vojislav,. La bataille entre les forces de Vojislav et les forces byzantines eut lieu dans la région montagneuse située entre Bar et Crmnica en 1042. Avant la bataille, un espion de Vojislav pénétra dans le camp byzantin et répandit la rumeur qu’arrivait une imposante armée serbe, causant la panique dans le camp. Stefan Vojislav accompagné de ses trois fils se mirent en branle à partir des hauteurs et descendirent lentement des montagnes hurlant, faisant résonner cors et trompettes afin de faire paraitre ses forces plus imposantes qu’elles ne l’étaient en réalité. Ils bloquèrent les cols et encerclèrent les Byzantins, causant le chaos parmi elles. Celles-ci, commandées par Michel Ansastasii furent défaites, mettant fin à toute possibilité pour l’Empire byzantin de réimposer son autorité. Cette victoire permit à Vojislav d’agrandir substantiellement son territoire aux dépens de la Zachlumie. Et si l’on en croit la Chronique du prêtre de Dioclée, il parvint également à conquérir une bonne partie de l’arrière-pays de Dyrrachium. À ce stade, la Dioclée était devenue le plus puissant des États serbes; elle devait conserver ce titre jusqu’à ce qu’il lui soit ravi par la Rascie au siècle suivant.

## Dernières années
Vojislav règna quelques mois encore jusqu'à sa mort en 1043. Il eut comme successeur sa veuve dont on ignore le nom (l’expression « Neda, dukljanska kneginja » signifie simplement « princesse régnante de Dioclée ») et ses cinq fils : Gojislav, Predimir, Mihailo, Saganek et Radoslav. Il fut inhumé dans l'église Saint-André de Prapratna (en), une cité située entre Bar et Ulcinj.
Après son décès, la loyauté de la Dioclée envers l’Empire byzantin fut assurée par le mariage de son fils et successeur Michel  (prince de Dioclée de  1046 à 1077, puis roi de 1077 à 1081) à une parente de Constantin IX (r. 1042-1055). Michel  eut quatre fils de ce mariage et sept d’un deuxième mariage qui étendirent leur autorité aux régions avoisinantes de la Zachlumie, de la Trébinie et de la Rascie, sans qu’il ne semble y avoir eu de protestation de la part de Constantinople.